# C.R.E.A.M.
C.R.E.A.M. (akronim od Cash Rules Everything Around Me) – drugi singiel amerykańskiego zespołu Wu-Tang Clan z płyty Enter the Wu-Tang (36 Chambers), wydany 31 stycznia 1994 roku. Utwór został wyprodukowany przez RZA'ę i uważany jest za jeden z największych osiągnięć muzyki hip-hop. 29 stycznia 2009 roku RIAA przyznało singlowi status złotej płyty za sprzedaż w wysokości 500 000 egzemplarzy.

## Lista utworów
Opracowano na podstawie źródła
| Strona A | Strona A                                                       | Strona A  | Strona A |
| Nr       | Tytuł utworu                                                   | Producent | Długość  |
| -------- | -------------------------------------------------------------- | --------- | -------- |
| 1.       | „C.R.E.A.M. (Cash Rules Everything Around Me)” (Radio Edit)    | RZA       | 4:04     |
| 2.       | „C.R.E.A.M. (Cash Rules Everything Around Me)” (Album Version) | RZA       | 4:03     |
| 3.       | „C.R.E.A.M. (Cash Rules Everything Around Me)” (A Cappella)    | RZA       | 2:37     |
| 4.       | „C.R.E.A.M. (Cash Rules Everything Around Me)” (Instrumental)  | RZA       | 3:38     |
|          |                                                                |           | 14:22    |

| Strona B | Strona B                                    | Strona B                         | Strona B |
| Nr       | Tytuł utworu                                | Producent                        | Długość  |
| -------- | ------------------------------------------- | -------------------------------- | -------- |
| 1.       | „Da Mystery of Chessboxin’” (Radio Edit)    | RZA, Ol’ Dirty Bastard (koprod.) | 4:40     |
| 2.       | „Da Mystery of Chessboxin’” (Album Version) | RZA, Ol’ Dirty Bastard (koprod.) | 4:48     |
| 3.       | „Da Mystery of Chessboxin’” (A Capella)     | RZA, Ol’ Dirty Bastard (koprod.) | 1:22     |
| 4.       | „Da Mystery of Chessboxin’” (Instrumental)  | RZA, Ol’ Dirty Bastard (koprod.) | 4:39     |
|          |                                             |                                  | 15:29    |

## Użyte sample
- Utwór "As Long as I've Got You" w wykonaniu The Charmels
- "Money (Dollar Bill Y'all)" w wykonaniu Jimmy’ego Spicera

## W kulturze popularnej
- Utwór znalazł się na kompilacyjnym albumie The RZA Hits
- C.R.E.A.M. można usłyszeć w filmie 8. Mila
- Sample z utworu zostały użyte przez grupę Gang Starr w utworze "Rep Grows Bigga", który znalazł się na albumie Moment of Truth.